# Sylvestre Lopis
Sylvestre Lopis (ur. 31 grudnia 1947) – senegalski koszykarz, reprezentant kraju, olimpijczyk.
W 1972 wystąpił wraz z drużyną na igrzyskach olimpijskich w Monachium (były to jego jedyne igrzyska olimpijskie). Wystąpił wówczas we wszystkich ośmiu meczach, w których zdobył łącznie 46 punktów, zanotował też 15 zbiórek ofensywnych i 13 zbiórek defensywnych oraz popełnił 20 fauli.
Jego drużyna przegrał wszystkie siedem spotkań grupowych, zajmując ostatnie miejsce w grupie. W turnieju o miejsca 13–16 Senegalczycy przegrali minimalnie półfinałowy mecz z Japończykami (67–70). Mecz o przedostatnie miejsce nie odbył się, gdyż mająca w nim grać drużyna Egiptu po masakrze izraelskich sportowców wyjechała z Niemiec 5 i 6 września, a mecze o ostatnie pozycje toczyły się już po jej wyjeździe. Dzięki temu Senegal zajął przedostatnie 15. miejsce.